# Heptameria elegans
Heptameria elegans är en svampart som beskrevs av Rehm & Thüm. 1879. Heptameria elegans ingår i släktet Heptameria, klassen Dothideomycetes, divisionen sporsäcksvampar och riket svampar.   Inga underarter finns listade i Catalogue of Life.